# Leucothyreus vayanus
Leucothyreus vayanus är en skalbaggsart som beskrevs av Ohaus 1917. Leucothyreus vayanus ingår i släktet Leucothyreus och familjen Rutelidae. Inga underarter finns listade i Catalogue of Life.